# Blauwe incakolibrie
De blauwe incakolibrie (Coeligena helianthea) is een vogel uit de familie Trochilidae (kolibries).

## Verspreiding en leefgebied
Deze soort komt voor in noordoostelijk Colombia en westelijk Venezuela en telt twee ondersoorten:
- C. h. helianthea: noordelijk en oostelijk Colombia.
- C. h. tamai: westelijk Venezuela.